# Madagaskar-Schwarzkehlchen
Das Madagaskar-Schwarzkehlchen (Saxicola sibilla oder Saxicola torquatus sibilla) ist ein kleiner Singvogel aus der Gattung der Wiesenschmätzer (Saxicola) und der Familie der Fliegenschnäpper (Muscicapidae).
Es wurde ursprünglich (und wird teilweise noch) als Unterart des europäischen Schwarzkehlchens angesehen, wurde aber durch Ewan Urquhart und Adam Bowley im Jahr 2002 als selbständige Art klassifiziert.

## Merkmale
Dieser kleine Vogel ist dem Afrikanischen Schwarzkehlchen sehr ähnlich, weist aber mehr Schwarz an der Kehle und nur etwas orange-rot an der Brustoberseite beim Männchen auf.

## Verbreitung und Lebensraum
Das Madagaskar-Schwarzkehlchen ist in Madagaskar endemisch.
Folgende Unterarten können unterschieden werden:
- Saxicola sibilla ankaratrae, (Salomonsen, 1934), Zentralmadagaskar bis zur Westküste, deutlich größer
- Saxicola sibilla tsaratananae, (Milon, 1950), Tsaratanana-Massiv im Norden
- Saxicola sibilla sibilla Nominatform in den übrigen Landesteilen

## Gefährdungssituation
(nicht untersucht)